# Agrupación Deportiva A Pinguela
La Agrupación Deportiva A Pinguela fue un equipo de voleibol femenino español de la localidad gallega de Monforte de Lemos, en la provincia de Lugo. El club se fundó en 1987 y desapareció en 2013 por falta de recursos económicos y de jugadoras locales.
Entre las temporadas 1996-97 y 2006-07 su primer equipo militó en la Superliga, la máxima categoría de la liga española de voleibol femenino. En 2009 se proclamó campeón de la Superliga 2 y volvió a la División de Honor. En sus últimos años de historia, su patrocinador principal fue la Denominación de Origen Ribeira Sacra.
En las temporadas 2004 y 2010 fue organizador de la Copa de la Reina y en 2009 de la Copa de la Princesa.

## Palmarés
- Superliga 2 (1): 2009
- Subcampeón de la Copa de la Princesa (1): 2009